# Playland (San Francisco)

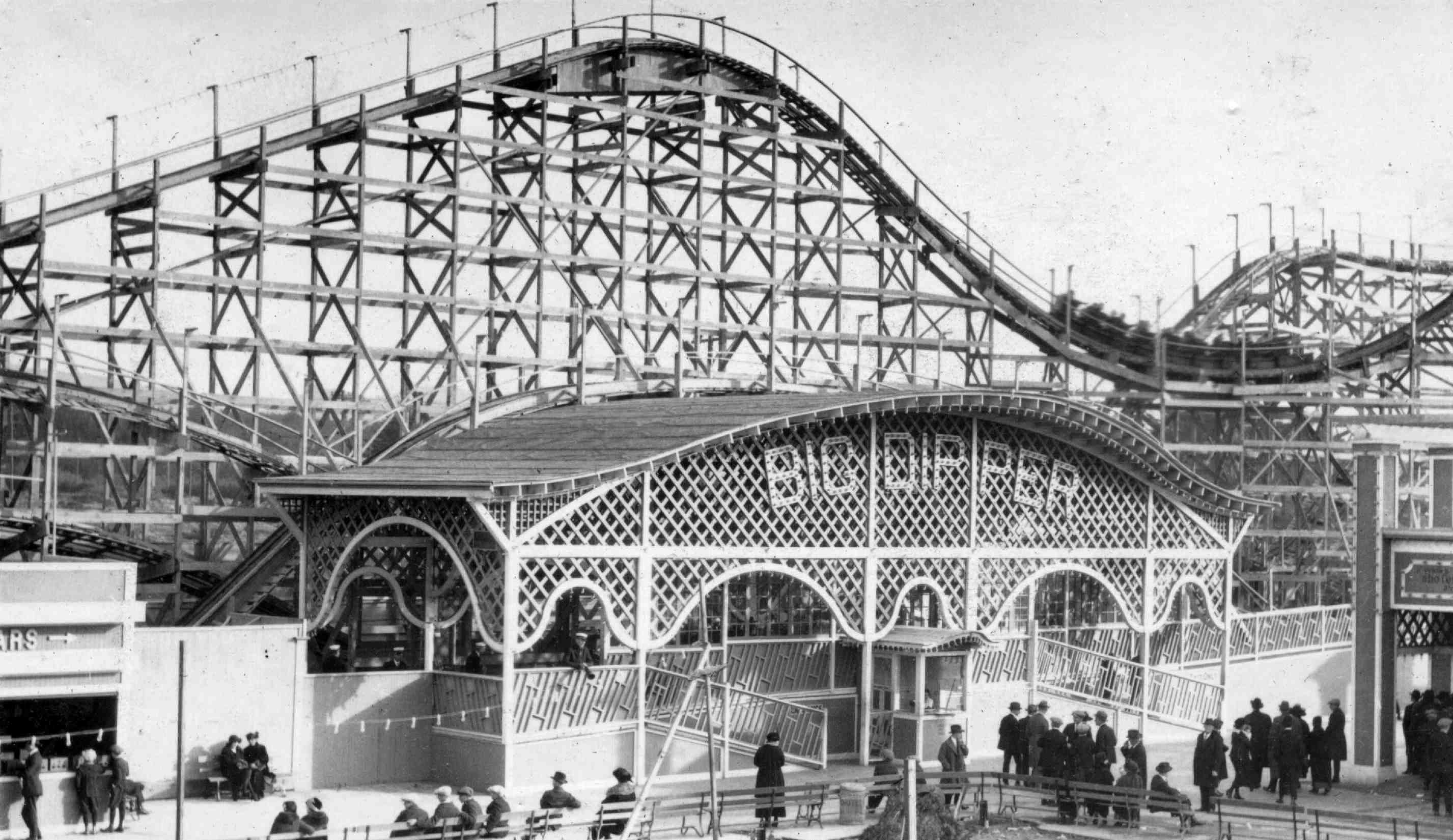
De Big Dipper houten achtbaan van Playland.

Playland of Playland at the Sea was een 4 hectare groot attractiepark aan de Stille Oceaankust in het westen van de Amerikaanse stad San Francisco. Het lag aan Ocean Beach in Richmond District. Het begon op het einde van de 19e eeuw, toen pretparken een enorme opmars kenden in de VS, als een verzameling kermisattracties en standjes genaamd Chutes at the Beach. Uiteindelijk groeide het uit tot een park dat drie volledige stratenblokken besloeg en tientallen attracties en wel 100 standhouders telde. Na de jaren 1950 ging het achteruit met Playland. In 1971 werd het aan een projectontwikkelaar verkocht, die er appartementen liet bouwen.
In 2008 opende in El Cerrito Playland-Not-At-The-Beach, een museum over het erfgoed van attractieparken en ander volks entertainment, en in het bijzonder over Playland en de Sutro Baths.